# フリーテニス
フリーテニスとは、ミニテニスの一種で日本で行われているニュースポーツの一つである。テニスに比べラケットが軽くコートも比較的小さいため、老若男女、初心者を問わずすぐにゲームを楽しめるのが特徴である。テニスと卓球（ピンポン）の両方の特性を持つことから、俗称として「テニポン」と呼ばれることもある。全国大会を筆頭に公式大会も活発に行われている。

## 概説
ボールはソフトテニスのボールよりひとまわり小さいものを使用。コート面積はテニスの約1/9程度である。上級者になるとテニスや卓球のようなトップスピンやスライスボールを打ち分けたり、カットボールやドロップショットを打つことも出来る。また、ボレーやスマッシュは威力が強く爽快感がある。概して上級者の打球は速く、さらにコートが比較的小さいため、体感速度は相当に速い。

## 歴史
フリーテニスの起源は、パドルテニスであると言われている。パドルテニスは、太平洋戦争の終戦後の日本に駐留していた米国軍人により伝えられたと言われている。このパドルテニスを源流として、当時の国内では板切れで作ったラケットを使ったテニスのような遊びが各地で行われていた（パンポンがこれに近いものであると推察される）。吉田正明と青木泰三は、これらの遊びをよりスポーツ性を高めたゲームとして競技規則を確立させ、現在のフリーテニスの原型を考案したと言われている。
この競技は、卓球の気軽さと、テニスのダイナミックな動きをもつ独自なスポーツとして発展し、いつでも、どこでも、誰にでも自由に楽しめるスポーツであることを願って、“フリーテニス”と命名された。現在の公式統括組織は、1965年に設立された「日本フリーテニス連盟」である。その傘下に「大阪フリーテニス協会」、「京都府フリーテニス協会」「兵庫県フリーテニス協会」、「奈良県フリーテニス協会」、「豊中市フリーテニス協会」、「関東フリーテニス協会」など複数の協会が存在する。
現在、関西地区（大阪府、兵庫県、京都府、奈良県）を中心に活発に行われている。福岡県、大分県、山口県、広島県、岡山県、愛媛県、新潟県、静岡県、神奈川県、茨城県、埼玉県、東京都などでも行われているが、ネットワークがあまりないため、他の地域での活動状況や実際の競技人口は不明である。工場など広い敷地を持つ企業などで盛んに行われているケースが多く、全国各地に工場を持つ企業や法人などでは企業・法人内の全国大会を行っているケースもある。
韓国では日本から2003年に導入し、大邱（テグ）広域市に韓国フリーテニス協会本部を置いて活動し、2015年にはソウル市に支局を設置するなど活動を広めていき、2016年4月からは韓国フリーテニス協会本部をソウル市に移した。2015年10月31日に小田原市で開催された第4回フリーテニス関東大会に韓国フリーテニス協会関係者が出席し、国際交流が開始された。2016年6月18日にウル市内で開かれた第2回ソウル江西区連合会長大会（韓国における全国大会）に日本フリーテニス連盟役員及び選手が招待され、日本選手と韓国選手の交流が初めて行われた。

## 用具

### ボール
ソフトテニスのボールより小さく直径55mm、重さ23gで白色。約1.5mの高さからコートに落とし、50cm位バウンドする空気圧が望ましい。

### ラケット
卓球のラケットをひとまわり大きくしたもので、全長37cmで木製。形状は卓球のラケットを少し縦長にしたもので、打球面に合成樹脂が張ってある。ネットは長さ4.3mｘ高さ40cm。
握り方は、テニスの握りであるコンチネンタル、イースタンあるいはウエスタン、卓球の握りであるペンホルダーあるいはシェークハンドなど、別競技の握りで行うことが出来る。また、独特の握りとしてテニスのウエスタンに近い握りで人差し指をラケット裏面に添えるシングルフィンガーグリップまたは人差し指と中指をラケット裏面に添えるダブルフィンガーグリップも人気がある。コートは正式競技としては屋内の床にラインを引いて行うが、屋外のコンクリートや土にラインを引いて行っている所も多い。

## コート
大きさは、シングルスコートが3m×7m、ダブルスコートが4m×7m。

## ルール

### 概略
試合開始前にジャンケンをし、コートあるいはサービスの選択をする。サービスとレシーブはテニスのルールと同様に1ゲームごとに交代し、コートは奇数ゲームが終了するごとに入れ替わる。 ダブルス戦においてもサービスは1ゲームの終わりまで同じプレーヤーが行う。1ゲーム4点を先取したプレイヤーまたはチームがそのゲームの勝者となる。ただし、3-3でジュースとなった場合は、先に2点連続で得点したプレイヤーまたはチームが勝者となる。さらに、5-5で再度ジュースとなった場合は、先に1点取ったプレイヤーまたはチームが勝者となる。つまり、最大で6-5が最終スコアとなる。これを5ゲームマッチ（3ゲーム先取）の1セットで行う。公式大会での団体戦では、4あるいは5名一組のチームでシングルス1、ダブルス1、シングルス2、ダブルス2、シングル3の計5戦を行い、3勝でチームの勝利とするのが一般的である。

### サービス
サービスは床上60cm以内の高さから自由落下させ、ワンバウンドした状態で行う。サービス回数は1回で、フォルトとなった場合は1点を失う。 ボールがネットあるいはネットポールに触れて相手方のサービスエリアに入った時はノーカウントとし、サービスをやり直す。サーブは以下の場合フォルトとなり1点を失う。サービスの動作が終わらない内に、ベースラインあるいはサイドラインに触れたり越えた時。サービスの動作を途中で中断した時（主審の宣告による場合を除く）。ワンバウンドでサービスを行わなかった時。サービスしたボールが相手方のサービスエリア内に入らなかった時。サービスが終わらない内に、サービス側のパートナーがコート内に入った時。主審のカウントコール前にサービスを行った時は、ノーカウントとするのが一般的である。

### インプレー時の得点
インプレー時は以下の場合に相手側の得点となる。サービスがフォルトとなった時。ボールがネットを越さなかった時（但し、ネットポールの外側を迂回したりネットに触れても、コート内に落下すればセーフとする）。相手方のコート外に落下した時（ボールの落下点で判定し、ラインに触れたものは全てセーフとする）。インプレー時にツーバウンドするまでにボールを打たなかった時。インプレー時にラケット以外のプレイヤーの身体･着衣などに触れた時（ただし、ラケットを持っている腕の手首から指先はラケットの一部と見なされる）。ラケットや身体・着衣などがネットやポールに触れたり越えた時。 同一チームで２回以上ボールに触れた時。サービスされたボールをノーバウンドで打った時。ノーバウンドのボレーあるいはスマッシュを同一チームが連続して打った時（ノーバウンドでボレーあるいはスマッシュしたボールが相手に打ち返された場合、そのボールは必ずワンバウンドで返さなければならない）。

## 公式大会
公式大会のうち、フリーテニス全国大会が最大規模で行われる大会である。全国大会は1977年から行われており、2009年には第32回大会が行われた。エントリーは団体1部を最高峰とし、団体2部、団体3部、一般ダブルス、女子ダブルス、シニアダブルス、初心者ダブルスに分かれて行われる。各ダブルス戦はエントリーチーム数により1部、2部に分かれて行われる場合もある。団体1部優勝チームには優勝旗が授与される。2009年度の団体１部優勝チームは「チームよせあつめ」、2010年～2015年度は「住友精密」が6連覇し、2016年度は再び「チームよせあつめ」が日本一となった。大阪大会、兵庫県大会、奈良県大会等も毎年開かれており、関西圏中心に行われている傾向があるが、2012年には関東地区に初めて日本フリーテニス連盟公認の関東フリーテニス協会が設立され、第1回関東大会が開かれた。2017年9月23日に予定されている第40回フリーテニス全国大会では、韓国選手を招聘して初の国際交流大会として実施されることになっている。